# Panta Rei – ett vågspel om Halmstad
Panta Rei – ett vågspel om Halmstad eller enbart Panta Rei, klassisk grekiska för "allt flyter" efter Herakleitos berömda sats, är en musikteaterföreställning som sattes upp av Hallands bildningsförbund till Halmstads 700-årsjubileum. Föreställningen spelades under fyra kvällar 31 maj – 3 juni 2007. Den filmades även och har givits ut på dvd.
Spelplats var Halmstads hamn med Nissan, i vilken delar av föreställningen utspelade sig, i bakgrunden. En tillfällig läktare hade byggts med plats för 3 000 personer. 
Föreställningen skrevs och regisserades av Martin Odd och Björn Holmgren och skildrade olika händelser Halmstads historia. Den innehöll också nyskriven musik komponerad av Mats Johansson, känd från Isildurs Bane. Totalt medverkade 600 personer i föreställningen, de flesta amatörer. En stor andel av dessa ingick i en kör under ledning av Christina Angsvik Tarstad. Till mer kända medverkande hörde skådespelarna Peter Wahlbeck och Ika Nord (som dock spelade samma roll och deltog i två föreställningar var) och gitarristen Nalle Bondesson.